# Keistiö
Keistiö (uttal tjejstiö) är en ö och en by i Iniö kommundel i Pargas stad i Skärgårdshavet. 
Byn Keistiö ligger på sydöstra sidan av ön. Byn har 44 invånare. Av dessa är 56 % infödda Keistiöbor. Majoriteten har svenska som modersmål, 16 % av invånarna har finska som modersmål. Keistiö har färjeförbindelse med Iniö och om isen tillåter upprätthålls en isväg om vintrarna. På Keistiö finns lanthandel, gästhamn och kafé. Största delen av fastigheterna på ön är i sommarstugebruk.